# Reno Harnish
Reno Leon Harnish III (ur. 1949) – amerykański dyplomata, ambasador Stanów Zjednoczonych w Azerbejdżanie (2003–2006).

## Życiorys
Ukończył studia politologiczne na San Diego State University, obronił także magisteria z ekonomii i stosunków międzynarodowych na American University. Zastępował szefa ambasady Stanów Zjednoczonych w Sztokholmie, od 1999 do 2002 roku pełnił tę samą funkcję także w ambasadzie w Kairze. 16 kwietnia 2003 roku został desygnowany na funkcję ambasadora w Azerbejdżanie. Listy uwierzytelniające złożył 1 grudnia tego samego roku, misję dyplomatyczną zakończył 3 stycznia 2006 roku.
Deklaruje znajomość języków azerskiego, niemieckiego, szwedzkiego i włoskiego.